# Lily Allen
Lily Rose Beatrice Allen (Hammersmith, Londres, Inglaterra, 2 de mayo de 1985) más conocida como Lily Allen, es una cantante, presentadora y compositora inglesa británica de pop y synthpop, entre otros géneros.
Es hija del actor y comediante galés Keith Allen y de la productora de cine Allison Owen, además de hermana del actor Alfie Allen. En 2006 lanzó a la venta su disco debut Alright, Still. El 10 de febrero de 2009 lanzó su segundo álbum titulado It's Not Me, It's You. El 2 de mayo de 2014 lanzó su tercer álbum, el primero tras su retirada en 2009 titulado Sheezus, el cual se convirtió en su segundo álbum en alcanzar la primera posición en el UK Singles Chart de manera consecutiva. También fue presentadora de su propio programa de televisión Lily Allen and Friends, de la cadena BBC Three.

## Primeros años

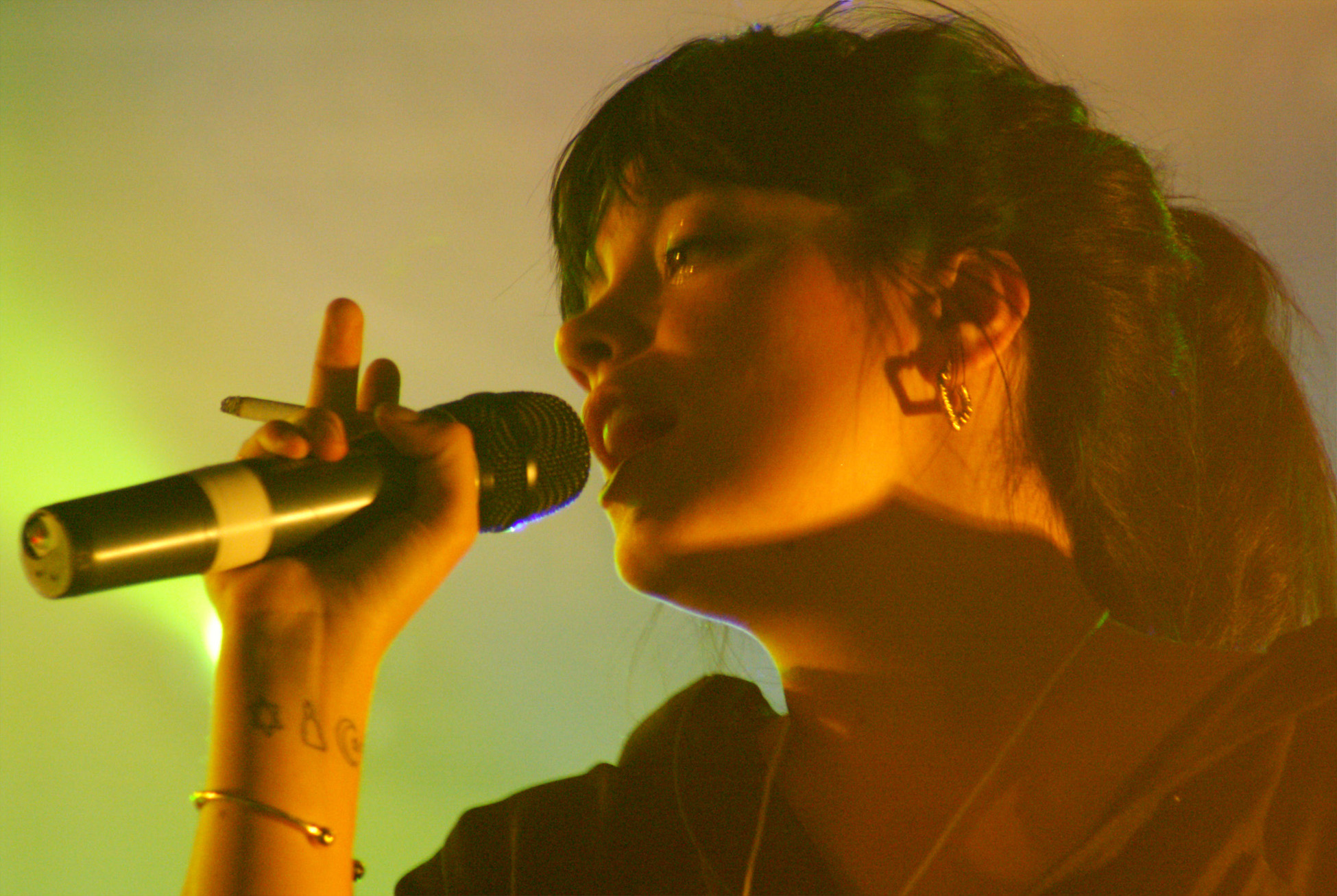
Cantando en "Soliday" el 7 de julio de 2007

Lily Allen nació en Hammersmith, el 2 de mayo de 1985 al oeste de Londres. Es hija del comediante galés Keith Allen y de la productora de cine Allison Owen. Tiene una hermana mayor, Sarah (1984), y un hermano menor, el actor Alfie Owen-Allen (1986). También tiene cuatro medio hermanos por parte de su padre.
En 1998, apareció en el episodio "The Yob" que pertenece al programa "The Comic Strip Presents", coescrito por su padre. Cuando tenía 4 años, su padre abandonó a la familia. Creció con su madre en distintos lugares con niños de su misma edad. Asistió a 13 escuelas distintas y fue expulsada de la mayoría de ellas por fumar y beber.
Allen dijo a Loveline que a los 11 años estaba cantando una canción de Oasis, "Wonderwall", en el patio del colegio cuando una profesora la escuchó y le dijo que tenía talento y le propuso hacer algo con ella. Lily tomó lecciones de canto con la maestra y cantó en una obra escolar. Alegó que la audiencia se alegró ante la visión de una niña con problemas haciendo algo bueno. En ese momento ella supo que la música era algo que necesitaba hacer, ya sea como una vocación para toda la vida o para lo que fuera. Se convirtió en un miembro del Groucho Club cuando tenía 17 años y en su tiempo libre, escuchaba a artistas como The Specials, T. Rex, y Happy Mondays y también leía. 
Allen hizo una aparición en la película de 1998 Elizabeth, producido por su madre. Dejó la escuela a los 15 años porque no quería "pasar un tercio de su vida trabajando para preparar el otro tercio". Después de que su familia se fuera a Ibiza, ella permaneció en San Antonio Abad. También permaneció un tiempo en Islington.

## Publicidad y lanzamientos
Tras el lanzamiento de su primer material y gracias a una intensa campaña publicitaria, se eligió "Smile" como el primer sencillo oficial de su álbum debut, Alright, Still. La canción fue enviada a las estaciones de radio en mayo de 2006 y rápidamente comenzó a rotar en emisoras de todo el Reino Unido. Ese mismo mes, Allen apareció en la portada de Observer Music Monthly y ofreció entrevistas a medios como The Guardian y NME. Por aquel entonces, mantenía un blog activo en MySpace donde compartía anécdotas de su vida profesional y personal.
"Smile" fue lanzado oficialmente como sencillo el 3 de julio de 2006, acompañado por dos caras B que no fueron incluidas en el álbum. Alright, Still fue publicado el 17 de julio de 2006. Debido a que el lanzamiento del disco fue adelantado, la canción "Nan, You're a Window Shopper" —una parodia de "Window Shopper" de 50 Cent— no pudo ser incluida en el álbum por falta de tiempo para su producción.
Ese mismo año, colaboró en dos canciones del álbum Rudebox de Robbie Williams: "Keep On" y "Bongo Bong and Je ne t'aime plus".
"Smile" también fue incluida en la banda sonora del videojuego The Sims 2: Seasons (The Sims 2: las cuatro estaciones en español).
En julio de 2008, su segundo álbum ya se encontraba producido. Se rumoreó que incluiría una canción extra titulada "Wherever You Go", con la supuesta participación de Lindsay Lohan.
El segundo álbum de estudio de Allen, titulado It's Not Me, It's You, fue publicado posteriormente. Inicialmente, se había anunciado que el disco llevaría el nombre Stuck on the Naughty Step. De este álbum se lanzaron varios sencillos promocionales: "The Fear", "Not Fair", "22", "Fuck You" (utilizado en una campaña contra la homofobia) y "Who'd Have Known". En 2010 se lanzó un sexto sencillo promocional, "Back to the Start".
La canción "Smile" también fue versionada en la serie de televisión Glee, en un episodio en el que fue interpretada por los personajes Rachel Berry (Lea Michele) y Finn Hudson (Cory Monteith).

### Hiato musical y regreso (2009–2014)
En 2009, Lily Allen anunció que se tomaría un descanso de la industria musical para centrarse en otros proyectos personales y empresariales. Durante este periodo, fundó junto a su hermana Sarah Owen una tienda de moda llamada Lucy in Disguise, ubicada en Londres. El emprendimiento combinaba la pasión de ambas por la moda vintage y permitió a Allen explorar nuevos intereses fuera del ámbito musical.
En junio de 2012, Allen anunció su regreso al estudio para trabajar en un nuevo álbum, retomando su actividad musical tras tres años de ausencia. El 17 de noviembre de 2013 lanzó "Hard Out Here", el primer sencillo de su tercer álbum de estudio. La canción, con una fuerte carga crítica hacia los estándares sexistas de la industria del entretenimiento, alcanzó el número 9 en la lista de sencillos del Reino Unido.
El 2 de mayo de 2014 se publicó Sheezus, su tercer álbum de estudio. El título parodia al disco Yeezus de Kanye West y presenta letras centradas en la cultura pop, la fama y su vida personal. Antes del lanzamiento, Allen versionó la canción "Somewhere Only We Know" del grupo Keane para un anuncio navideño de la cadena británica John Lewis; el tema se convirtió en un éxito, alcanzando el número 1 en el UK Singles Chart. De Sheezus se extrajeron cinco sencillos: "Hard Out Here", "Air Balloon", "Our Time", "URL Badman" y "As Long As I Got You".

### No Shamey nueva dirección musical (2017–2018)
En 2017, Allen anunció en el pódcast News Roast que estaba trabajando en un nuevo álbum de estudio, centrado en experiencias profundamente personales, como la maternidad, su separación matrimonial, problemas de salud mental y el abuso de drogas. Confirmó que colaboraba en la producción con Mark Ronson y otras figuras destacadas de la industria. Ese mismo año, filtró la canción "Family Man", que abordaba directamente su ruptura con su exesposo Sam Cooper.
Inicialmente, se especuló que el nuevo álbum llevaría el título The Fourth Wall, aunque finalmente fue publicado bajo el nombre No Shame en junio de 2018. El disco fue bien recibido por la crítica, que elogió su honestidad lírica y su estilo introspectivo. No Shame incluyó sencillos como "Trigger Bang" (con Giggs), "Three", "Lost My Mind" y "Higher". El álbum fue nominado al Mercury Prize y a los BRIT Awards en la categoría de Mejor Álbum Británico.
En mayo de 2017, Allen filtró una canción del disco llamada "Family Man", la cual habla sobre su ruptura con Sam Cooper.
En enero de 2017, Allen anunció el lanzamiento de su nuevo disco No shame.

### Vuelta a los escenarios
En junio de 2022, Lily Allen se presentó junto a la cantante estadounidense Olivia Rodrigo durante el Festival de Glastonbury. Ambas interpretaron el tema "F*** You", una canción de Allen originalmente lanzada en 2009. La actuación fue una protesta simbólica contra la decisión de la Corte Suprema de los Estados Unidos de revocar el fallo Roe v. Wade, que garantizaba el derecho constitucional al aborto en ese país. Rodrigo dedicó la interpretación a los jueces responsables de la sentencia, generando una amplia cobertura mediática.
El 14 de mayo de 2024, Allen volvió a colaborar con Rodrigo durante el concierto de esta última en el O2 Arena de Londres, como parte de su gira Guts World Tour. Juntas interpretaron "Smile", uno de los sencillos más exitosos de Allen. Rodrigo elogió públicamente a Allen, describiéndola como "la compositora más inteligente" y "la chica más guay de Londres".

## Vida personal
En diciembre de 2007, se confirmó que Lily Allen estaba embarazada. El padre del bebé era su entonces pareja, Ed Simons, integrante del dúo The Chemical Brothers, con quien mantenía una relación desde septiembre de ese mismo año. No obstante, el 17 de enero de 2008 se informó que Allen había sufrido un aborto espontáneo. Tras unas vacaciones en las islas Maldivas para recuperarse de la pérdida, la relación con Simons llegó a su fin en febrero de 2008. Poco tiempo después, Allen mantuvo una breve relación con Tomás Sonini.
Posteriormente comenzó una relación con el empresario Sam Cooper. La cantante anunció un nuevo embarazo y decidió pausar su carrera para enfocarse en su vida familiar. Sin embargo, el 1 de noviembre de 2010, cuando se encontraba en el sexto mes de gestación, entró en trabajo de parto de forma prematura. Fue hospitalizada de urgencia y diagnosticada con septicemia. En esas circunstancias dio a luz a su hijo George, quien nació sin vida.
El 11 de junio de 2011 contrajo matrimonio con Cooper y poco después se dio a conocer que estaba nuevamente embarazada. A raíz del matrimonio, Allen cambió su apellido a Cooper en su cuenta de Twitter. El 26 de noviembre de 2011 nació su primera hija, Ethel Mary, y el 8 de enero de 2013 nació su segunda hija, Marnie Rose. En 2015, Allen y Cooper se divorciaron, aunque no ofrecieron detalles sobre la separación. Más adelante, en 2018, la cantante abordó su divorcio en su cuarto álbum de estudio, responsabilizándose parcialmente por la ruptura en la canción "Family Man", donde también expresó la necesidad de tomar distancia de Cooper y dejó abierta la posibilidad de una reconciliación.
En 2016 comenzó una relación con el DJ Dan London, que se extendió por dos años.

### Matrimonio, divorcio y salud mental
En 2019, comenzó una relación con el actor estadounidense David Harbour. Ambos hicieron pública su relación en la 26.ª edición de los Screen Actors Guild Awards, y en septiembre de 2020 contrajeron matrimonio en Las Vegas.
La pareja residió en Nueva York junto con las dos hijas de Allen, Ethel Mary y Marnie Rose, fruto de su anterior matrimonio con Sam Cooper. En enero de 2025, Allen confirmó su separación de Harbour, citando problemas personales y emocionales.
A lo largo de los años, Allen ha hablado abiertamente sobre sus luchas con la salud mental y la adicción. En 2019, alcanzó la sobriedad, un proceso que ha mantenido desde entonces, convirtiéndose en defensora activa de la salud mental y el tratamiento de adicciones. Es embajadora de la organización benéfica británica Forward Trust, desde donde ha compartido públicamente sus experiencias con el fin de apoyar a otras personas en situaciones similares.
En 2025, tras su separación, Allen ingresó voluntariamente en una clínica especializada para recibir tratamiento intensivo en salud mental, incluyendo terapia individual y grupal. Durante este período, se retiró temporalmente de sus actividades públicas, incluyendo su podcast, con el objetivo de centrarse en su bienestar emocional.
Allen ha declarado que la maternidad le ha proporcionado una profunda sensación de plenitud personal, aunque también ha reconocido que afectó significativamente el desarrollo de su carrera artística. En entrevistas ha reflexionado sobre el equilibrio entre su vida profesional y familiar, y cómo este ha moldeado sus decisiones en los últimos años.

### Política
Allen se considera socialista. Aunque es una acérrima defensora del Partido Laborista, se le atribuyó el mérito de haber ayudad o a inspirar una rebelión parlamentaria contra el ex primer ministro Gordon Brown cuando escribió a todos los miembros del parlamento pidiéndoles que respaldaran una enmienda a un proyecto de ley de energía, que requiere un plan de recompensa para la producción doméstica de energía renovable. Más tarde confirmó su apoyo al Partido Laborista y al entonces primer ministro Gordon Brown en particular.

### Controversias
Allen ha sido objeto de muchas controversias, principalmente a causa de sus opiniones expresadas sobre otros músicos. Fue a una escuela privada con Luke Pritchard de The Kooks, hizo algunos comentarios despectivos sobre ellos, y luego realizó una versión de su canción "Naive" en Jo Whiley's Live Lounge para mostrar que "no había resentimientos". También ha afirmado que la actuación de Kylie Minogue en el Festival de Glastonbury sería el último insulto al evento, aunque en el contexto no se trataba de un insulto a Minogue.
Cuando fue cuestionada por la ENM acerca de cómo celebraría si su sencillo, "Smile", llegara a número 1 en el Reino Unido, ella respondió "gak" (un término de argot de la cocaína). Inmediatamente dijo que fue bromeando, pero la frase fue ampliamente citada en la prensa. Allen ha pedido disculpas por eso. Además admitió en una entrevista para la ENM que trabajó como distribuidora de éxtasis a los 15 años al tiempo que vivió en San Antonio Abad, aunque no era muy buena en ello. A los 15 años, Allen pasó cuatro semanas en la clínica "The Priory", angustiada por una ruptura con un novio, tomó una sobredosis de drogas y trató de cortarse las venas. Allen dijo recientemente a la revista Sunday Times: "En mi adolescencia experimenté las drogas".
En varias ocasiones, Lily ha atacado a la banda británica Girls Aloud, primero a la integrante Nicola Roberts, de quién se refirió como "la fea" de la banda. Después con Cheryl Cole quién en su intento de defender a su compañera, ofendió a Lily y desde entonces se ha vuelto una constante guerra entre las cantantes, en varias ocasiones se han visto enfrentamientos de ellas en las redes sociales. Incluso Allen tiene una canción en el lado B de su sencillo "Smile" titulada "Cheryl Tweedy" en la que contrariamente hace referencia a Cole en su forma de ver la vida etiquetándola de superficial.
En agosto de 2007, durante su aparición en un festival, dijo que el entonces presidente Bush era "un sujeto jodido" e hizo burlas acerca de los problemas de la también cantante inglesa Amy Winehouse diciendo "Es el fin de semana, y tienes que beber. Por Amy Winehouse... ¡ja! ". Sin embargo, aunque siempre se estereotipó cierta rivalidad entre las cantantes, la realidad es que eran cercanas y mantenían una buena relación. También acusó a los tabloides ingleses de ser sexistas, y tener un doble estándar en la forma en que tratan a hombres y mujeres músicos. Ella dijo: "No creo que traten igual a las mujeres que se divierten. Quiero decir, James Blunt hace escándalos y nadie se preocupa. Nosotras hacemos algo, y está en primera plana. Es triste. Esas personas que escriben para las revistas de chismes no son escritores. Ni siquiera pueden ser puntuados".

## Discografía
- 2006: Alright, Still
- 2009: It's Not Me, It's You
- 2014: Sheezus[15]
- 2018: No Shame

## Giras
- Still, Alright? (2007)
- It's Not Me, It's You World Tour (2009-2010)
- Sheezus Tour (2014)
- Miley Cyrus Bangerz Tour (2014) (Telonera solo en América del Norte)[16]